# Білі ціпоньки
Білі ціпоньки (англ. White Chicks) — американський комедійний фільм 2004 року режисера Кінена Айворі Веянса. У головних ролях знялися Шон Веянс та Марлон Веянс. Фільм зібрав $113 млн касових зборів, що стало найвищим показником серед кінокомедій у 2004 році, хоча стрічка була номінована у 5 категоріях на премію «Золота малина».

## Сюжет
Чорношкірі агенти ФБР — Кевін і Маркус, неабияк проштрафилися. Вони вирішують відбілити себе перед керівництвом. Причому як у переносному, так і в прямому сенсах. Їх місією стає захист двох сестер Вілсон, спадкоємиць величезної готельної імперії, від викрадення під час їх переїзду з нью-йоркського аеропорту в готель Гемптонс.
Знову переоцінивши свої здібності, брати вигадують новий маревний план — сховати сестер у затишному місці, а самим переодягнутися і загримуватися під них, адже приїжджих мільйонерок мало хто знає в обличчя.
Все, що їм тепер лишилося зробити — це переконати весь світ, включаючи інших співробітників ФБР, що «охороняють» їх, а також усіх рідних і близьких в тому, що вони дійсно молоді та багаті сестри Вілсон.

## У ролях
| Актор               | Роль                         |
| ------------------- | ---------------------------- |
| Шон Веянс           | Кевін Копленд                |
| Марлон Веянс        | Маркус Копленд               |
| Джеймі Кінг         | Гезер Вандергельд            |
| Бізі Філіпс         | Карен                        |
| Дженніфер Карпентер | Ліза                         |
| Джессіка Коффі      | Торі                         |
| Джон Герд           | Воррен Вандергельд           |
| Бріттані Деніел     | Меган Вандергельд            |
| Террі Крюс          | Латрелл Спенсер              |
| Френкі Фейзон       | Елліотт Гордон               |
| Лохлін Манро        | агент Джейк Гарпер           |
| Едді Велес          | агент Вінсент Гомес          |
| Рошелль Ейтс        | Деніз Портер                 |
| Майтланд Вард       | Бріттані Вілсон              |
| Енн Дудек           | Тіффані Вілсон               |
| Фон Чемберс-Воткінс | Джина Копленд                |
| Джон Рірдон         | Гіт                          |
| Стівен Грейм        | Расс                         |
| Кейсі Лі            | Тоні                         |
| Дрю Сідора          | Шеніс                        |
| Девіс Льюїс         | Джош                         |
| Крісті Енгус        | дівчина в інвалідному кріслі |
| Гізер Макдональд    | продавчиня                   |
| Еванджелін Ліллі    | гостя на вечірці             |